# 孔班德科爾巴西耶爾山
45°58′41″N 7°16′50″E / 45.97806°N 7.28056°E

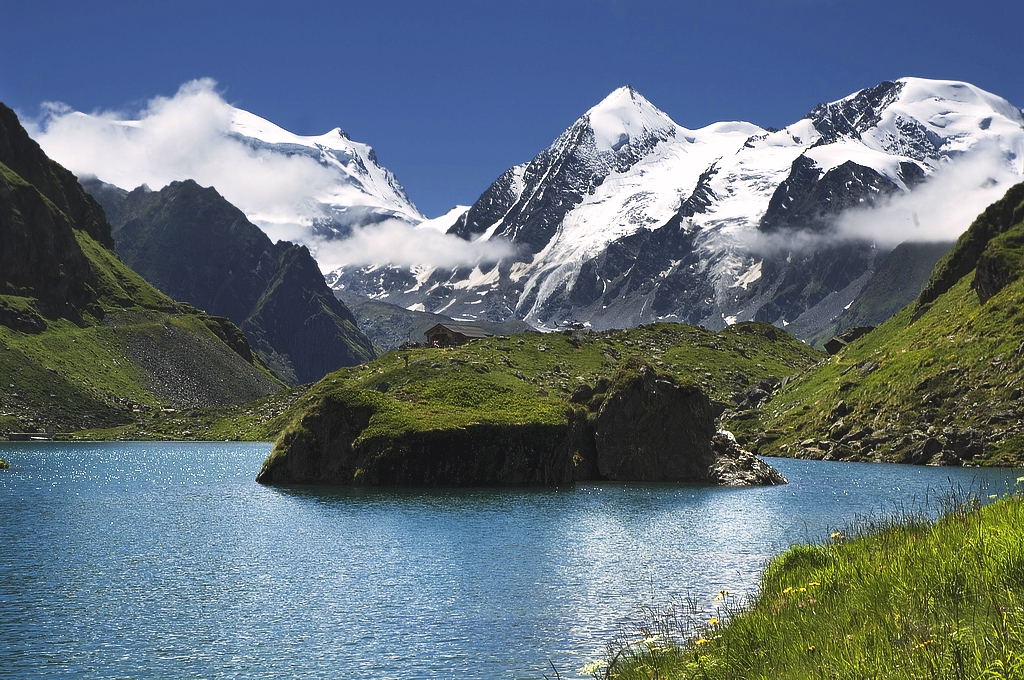

孔班德科爾巴西耶爾山（Combin de Corbassière），是瑞士的山峰，位於該國西南部，由瓦萊州負責管轄，屬於本寧阿爾卑斯山脈的一部分，海拔高度3,716米，每年平均降雨量1,303毫米。